# 데니스 오사치

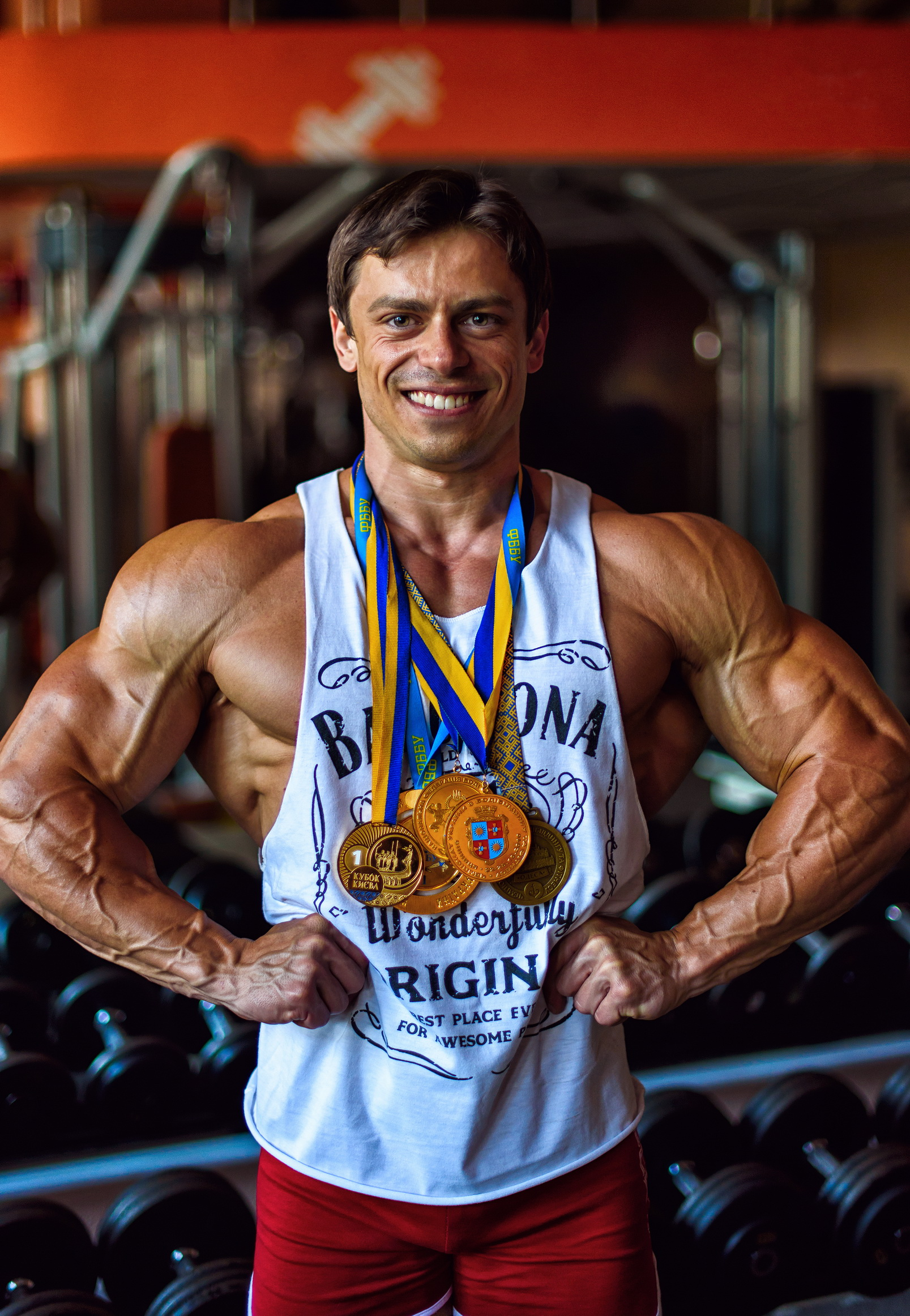

데니스 오사치(Денис Осадчий, 1988년 3월 28일 ~ )은 우크라이나의 보디빌더이다. 도네츠크에서 태어났다.

## 경력
2010년 4월 우지호로드에서 개최된 우크라이나 컵 보디빌딩 선수권 대회 70kg 이하 부문에서 1위를 차지하였다. 또한, 10월에 빈니차에서 개최된 보디빌딩 대회는 1위를 했다.